# Deltote albifissa
Deltote albifissa is een vlinder van de familie van de uilen (Noctuidae). De wetenschappelijke naam van deze soort is voor het eerst voorgesteld als Hyela albifissa door George Francis Hampson in een publicatie uit 1902.
De soort komt voor in Tanzania, Zambia, Zimbabwe en Zuid-Afrika.